# Симеон Инджев
Симеон Янков Инджев е български офицер, полковник.

## Биография
Роден е на 22 декември 1898 година в шуменското село Войвода. През 1920 година завършва Военното училище в София. Служи в деветнадесети пехотен шуменски полк. От 1938 г. е началник на секция в щаба на 1-ва армейска област. На следващата година е назначен в Школата за запасни офицери. От 1941 година служи в Бронирания полк. На 14 септември 1944 година с министерска заповед № 125 е назначен за командир на трети пехотен бдински полк. Участва в боевете при Кула заедно с полка си. След войната е назначен за командир на тринадесети пехотен гвардейски полк. Уволнен е на 17 януари 1946 година.

## Военни звания
- Подпоручик (4 октомври 1920)
- Поручик (27 ноември 1923)
- Капитан (31 октомври 1930)
- Майор (3 октомври 1938)
- Подполковник (3 октомври 1942)
- Полковник (1945)